# Piliocolobus parmentieri
Piliocolobus parmentieri (лат.) — вид млекопитающих из семейства мартышковых отряда приматов.

## Классификация
Ранее считался подвидом Piliocolobus foai, однако более поздние классификации возводят его в ранг вида.

## Описание
Самцы весят около 9 кг, самки весят около 7,5 кг.

## Распространение
Ареал небольшой, занимает часть тропического дождевого леса между реками Ломами и Луалаба в центральной части Демократической республики Конго. На юге ареал доходит до реки Руки.

## Рацион
В рационе в основном листья, кроме этого фрукты, цветы, почки и семена.